# Hvaler
 Denne artikel omhandler havpattedyr. Opslagsordet har også en anden betydning, se Hvaler kommune.
Hvalerne (latin: Cetacea) er en orden af havlevende pattedyr.

## Evolution
Nyere molekylærgenetiske slægtsskabsstudier og fund af fossile urhvaler peger entydigt på at hvalerne i virkeligheden er parrettåede hovdyr (Orden Artiodactyla). Der forestår derfor en revision af systematikken og dette resulterer formentlig i dannelsen af en ny orden, Cetartiodactyla, der indeholder både de nuværende Artiodactyla og Cetacea. Cetacea reduceres derved formentlig til en underorden. Af nulevende landdyr er hvalerne (molekylærbiologisk) nærmest beslægtet med flodheste. Palæontologisk set kan hvalerne nedstamme fra kødædende urhovdyr, kaldet mesonychider.

## Underordner
Hvalerne er opdelt i tre underordner:
- Bardehvaler (Mysticeti), 14 nulevende arter
- Tandhvaler (Odontoceti), ca. 70 nulevende arter
- Urhvaler (Archaeoceti) uddød

Eksempler på bardehvaler er blåhval, finhval, pukkelhval, nordkaper, grønlandshval og gråhval. Bardehvalerne har i stedet for tænder, flere lange, smalle hornplader i overmunden – kaldet barder. Hvalen spiser ved at fylde munden med vand som trykkes ud gennem barderne med tungen. I barderne hænger mange smådyr fast, som kan være krill eller fisk, og som hvalen derefter sluger. Et andet kendetegn ved bardehvaler er at de altid har to blåsthuller oven på hovedet. Der er stort set 3 fourageringsteknikker: Finhvalerne sluger store mængder af vand på én gang i munden, rethvalerne sier vandet mens de svømmer, og gråhvalen hvirvler havbunden op, som den så filtrerer for bunddyr.
Enkelte hvalarter, for eksempel pukkelhvalen kan udstøde lange melodiske toner, også kaldet hvalsang, som menes at fungere som kommunikation.
Tandhvalerne har mange små spidse tænder i munden. De jager aktivt føde, f.eks. fisk, blæksprutter eller sæler og har brug for tænderne til at holde fangsten fast med. Tandhvaler har kun et enkelt blåsthul oven på hovedet.
Eksempler på tandhvaler: Kaskelothval, delfin, hectors delfin, spækhugger, narhval, marsvin, hvidhval.

## Hvalarter
- Underorden: Mysticeti (Bardehvaler, 12 arter i fire familier.)
  - Familie: Gråhvaler Eschrichtiidae
    - Gråhval (Eschrichtius robustus)

  - Familie: Finhvaler Balaenopteridae
    - Blåhval (Balaenoptera musculus)
    - Brydeshval (Balaenoptera edeni)
    - Finhval (Balaenoptera physalus)
    - Sejhval (Balaenoptera borealis)
    - Vågehval (Balaenoptera acutorostrata)
    - Pukkelhval (Megaptera novaeangliae)

  - Familie: Rethvaler Balaenidae
    - Nordkaper eller Biscayahval eller Nordhval (Eubalaena glacialis)
    - Sydlig rethval (Eubalaena australis)
    - Grønlandshval (Balaena mysticetus)

  - Familie: Dværgrethvaler Neobalaenidae
    - Dværgrethval (Neobalaena marginata)
- Underorden: Odontoceti (Tandhvaler, 9 familier: fire "ægte" hvaler, plus delfiner og marsvin.)
  - Familie: Floddelfiner Platanistidae
  - Familie: Delfiner Delphinidae
    - Spækhugger (Orcinus orca)
    - Halvspækhugger (Pseudorca crassidens)
    - Grindehval (Globicephalus melaena)
    - (Plus mindst 30 andre arter.)

  - Familie: Marsvin Phocoenidae
    - Marsvin (Phocaena phocaena)

  - Familie: Monodontidae
    - Hvidhval (Delphinapterus leucas)
    - Narhval (Monodon monoceros)

  - Familie: Physeteridae
    - Kaskelothval (Physeter macrocephalus)

  - Familie: Kogiidae
  - Familie: Næbhvaler (Ziphiidae)
    - Næbhval (Mesoplodon bidens)
    - mindst 20 andre arter i 6 slægter.

## Adfærd
Både de flodlevende hvaler og de havlevende hvaler lever ofte i et miljø, hvor lys er meget sparsomt og de er stærkt afhængige af andre sanser end synet. Lyd har både en høj udbredelseshastighed og rækkevidde i vand og hvaler beror sig derfor på lydbølger for at orientere sig, finde føde og undgå fjender. Nogle hvalarter bruger desuden lyd til at navigere og kommunikere med. Hvalerne har veludviklede høresanser til at opfange lyde med, men de har også højt specialiserede og avancerede organer til at udsende lyd. Disse organer bruger de til såkaldt biosonar og hvaler kan udsende en bred vifte af lydsignaler som normalt kategoriseres som enten fløjt, puls kald eller klik-lyde. Fløjtene og puls kaldene har de laveste frekvenser og dermed den længste rækkevidde i vandet. Klik-lydene er højfrekvente og de mest avancerede af de tre typer og de kan sendes i komplicerede mønstre og koder med en stor variation. Hvalernes lyde ligger ofte uden for det menneskelige øres opfattelse, men de kan optages med særligt udstyr.
Tandhvalerne har har et særligt lydorgan ved navn "melonen" og er de eneste hvaler, som kan udsende højfrekvente klik-lyde. Nogle af tandhvalerne - såsom marsvin - kan kun udsende klik-lyde og der er forskel på lydsignalernes karakter fra art til art.
Bardehvalerne udsender lavfrekvente fløjt og puls kald med frekvenser fra 10 Hz til 31 kHz. De lavfrekvente lyde har en rækkevidde på flere hundrede kilometer og betegnes ofte som hvalsang.

## Hvalfangst
Det er uvist hvornår mennesket først begyndte jagten på hvaler; de tidligste arkæologiske fund som indikerer hvalfangst er blevet fundet i Sydkorea, hvor indridsede tegninger (dateret til 6000 f.Kr.) viser at stenaldermennesker har jagtet hvaler fra både og med spyd.
Hvalfangst var til at begynde med begrænset til kystnære områder, som for eksempel de baskiske fiskere, der også jagede den nordatlantiske rethval fra 1400 til 1700-tallet, eller fiskeriet omkring Svalbard og Grønland fra ca. 1600-1900-tallet. Men efter mere avancerede hvalfangstteknikker dukkede op er visse hvalarter dog blevet alvorlig påvirket af fangstvirksomheden. Disse metoder opstod i 1800-tallet, først og fremmest pga. den øgede efterspørgsel efter hvalolie, mens det senere i 1900-tallet var det efterspørgslen efter hvalkød som var mest udslagsgivende, eftersom brugen af hvalolie i større grad blev erstattet af petroleum.
Pelagisk hvalfangst blev drevet af store hvalfangstekspeditioner, som almindeligvis bestod af et flydende hvalkogeri og op imod 10 hvalbåde. Især Norge, England, Nederlandene og Japan udrustede den slags ekspeditioner i 1950'erne, og fangsten blev hovedsageligt drevet i Sydpolarhavet.

### Fredning og ny fangst
I 1982 vedtog Den internationale hvalfangstkommission (IWC) en midlertidigt fangststop (moratorium) for al kommerciel hvalfangst med virkning fra 1986. Fra lande som ønsker at genoptage den kommercielle hvalfangst er det siden da ofte blevet hævdet at især bestanden af vågehvaler i dag godt kan bære en fornyet og reguleret jagt, men forslag om omhævelse af moratoriet fra 1986 har endnu ikke vundet tilslutning i IWC.
I januar 2007 ændrede IUCN status for en række hvalarter på organisationens rødliste, og flere af bestandene bliver nu regnet som ikke-truede; det drejer sig om vågehval, pukkelhval, hvidhval, narhval, hvidnæse, Hvidskæving og marsvin.